# Glenview (Illinois)
Glenview é uma aldeia localizada no estado americano de Illinois, no Condado de Cook. A vila foi fundada em 1899.

## Demografia
Segundo o censo americano de 2000, a sua população era de 41.847 habitantes.
Em 2006, foi estimada uma população de 46.321, um aumento de 4474 (10.7%).

## Geografia
De acordo com o United States Census Bureau tem uma área de 34,9 km², dos quais 34,8 km² cobertos por terra e 0,1 km² cobertos por água.

## Localidades na vizinhança
O diagrama seguinte representa as localidades num raio de 8 km ao redor de Glenview.